# Rationel farmakoterapi
Rationel farmakoterapi (engelsk: Rational Pharmacotherapy) er en medicinsk-farmaceutisk disciplin, der af Institut for Rationel Farmakoterapi i Danmark defineres som:
| Citat | Den lægemiddelbehandling, der giver: - størst virkning - med de mindst alvorlige og det færreste antal bivirkninger - til lavest mulige behandlingspris. | Citat |
|       | |       |

Rationel farmakoterapi er med til at give en øget patientsikkerhed, et hensigtsmæssigt lægemiddelforbrug og er desuden til gavn for samfundsøkonomien, sundhedssystemet og patienterne, idet rationel farmakoterapi fokuserer på lægemidlers kliniske effekt, omfanget af lægemidlers bivirkninger samt lægemidlers pris. Institut for Rationel Farmakoterapi anvender følgende formel til at beskrive rationel farmakoterapi:
(Effekt (kliniske studier) + bivirkninger) / pris = grad af rationel farmakoterapi.

Derudover indgår rationel farmakoterapi som et grundelement i klinisk farmaci, der praktiseres af farmakonomer (lægemiddelkyndige) og farmaceuter (cand.pharm.er) på de danske apoteker, sygehusapoteker og sygehuse samt i lægepraksis.